# Pasta (serie televisiva)
Pasta (파스타?, PaseutaLR) è una serie televisiva sudcoreana trasmessa su MBC dal 4 gennaio al 9 marzo 2010.

## Trama
Seo Yoo-kyung lavora da 3 anni come assistente nella cucina del ristorante La Sfera, ma il suo sogno è diventare uno chef di piatti italiani. Quando il ristorante assume Choi Hyun-wook, uno chef che ha frequentato una scuola di cucina in Italia, le donne vengono licenziate una dopo l'altra. Solo Yoo-kyung trova sempre un modo per farsi riassumere e quando vince una competizione viene assunta permanentemente. 
Il nuovo proprietario Kim San assume Sae-young, una celebre chef che usciva con Hyun-wook quando insieme studiavano in Italia ma che sabotò un suo piatto per vincere una gara. Nella cucina del ristorante i due diventano rivali e cercano di superarsi a vicenda preparando i migliori piatti italiani. Lavorando a fianco a due chef famosi Yoo-kyung si sente insignificante e gradualmente sviluppa un sentimento di affetto per il carismatico Hyun-wook. Tuttavia il proprietario del ristorante comincia ad innamorarsi di Yoo-kyung.

## Personaggi
- Seo Yoo-kyung, interpretata da Gong Hyo-jin
- Choi Hyun-wook, interpretato da Lee Sun-kyun
- Oh Sae-young, interpretata da Lee Ha-nui
- Kim San, interpretato da Alex Chu
- Geum Seok-ho, interpretato da Lee Hyung-chul
- Seol Joon-seok, interpretato da Lee Sung-min
- Jung Eun-soo, interpretato da Choi Jae-hwan
- Sunwoo Deok, interpretato da Kim Tae-ho
- Philip, interpretato da No Min-woo
- Lee Ji-hoon, interpretato da Hyun Woo
- Jung Ho-nam, interpretato da Jo Sang-gi
- Min Seung-jae, interpretato da Baek Bong-ki
- Han Sang-shik, interpretata da Heo Tae-hee
- Lee Hee-joo, interpretata da Ha Jae-sook
- Park Mi-hee, interpretata da Jung Da-hye
- Park Chan-hee, interpretata da Son Seong-yoon
- Nemo, interpretato da Choi Min
- Kim Kang, interpretata da Byun Jung-soo
- Seo Jong-goo, interpretato da Jang Yong
- Seo Yoo-shik, interpretato da Kim Dong-hee
- Gwang-tae, interpretato da Yoon Yong-hyun
- Mentore di Choi Hyun-wook, interpretato da Jung Dong-hwan

## Ascolti
| Episodio | Data di trasmissione | Dati TNMS           | Dati TNMS                  | Dati AGB            | Dati AGB                   |
| Episodio | Data di trasmissione | A livello nazionale | Area metropolitana di Seul | A livello nazionale | Area metropolitana di Seul |
| -------- | -------------------- | ------------------- | -------------------------- | ------------------- | -------------------------- |
| 1        | 4 gennaio 2010       | 12,2%               | 13,4%                      | 13,3%               | 14,8%                      |
| 2        | 5 gennaio 2010       | 11,9%               | 12,9%                      | 15,1%               | 17,8%                      |
| 3        | 11 gennaio 2010      | 11,9%               | 13,2%                      | 12,8%               | 15,1%                      |
| 4        | 12 gennaio 2010      | 12,7%               | 14,5%                      | 13,5%               | 16,4%                      |
| 5        | 18 gennaio 2010      | 10,9%               | 12,2%                      | 12,9%               | 15,3%                      |
| 6        | 19 gennaio 2010      | 13,5%               | 15,4%                      | 14,0%               | 17,2%                      |
| 7        | 25 gennaio 2010      | 13,0%               | 15,0%                      | 14,4%               | 16,5%                      |
| 8        | 26 gennaio 2010      | 14,9%               | 17,0%                      | 15,0%               | 17,5%                      |
| 9        | 1 febbraio 2010      | 14,3%               | 16,4%                      | 15,0%               | 17,3%                      |
| 10       | 2 febbraio 2010      | 15,7%               | 18,2%                      | 17,2%               | 19,7%                      |
| 11       | 8 febbraio 2010      | 15,3%               | 17,3%                      | 16,1%               | 18,3%                      |
| 12       | 9 febbraio 2010      | 16,2%               | 17,9%                      | 17,0%               | 18,7%                      |
| 13       | 15 febbraio 2010     | 14,7%               | 15,8%                      | 15,8%               | 18,2%                      |
| 14       | 16 febbraio 2010     | 16,3%               | 18,3%                      | 18,1%               | 21,0%                      |
| 15       | 22 febbraio 2010     | 14,7%               | 16,0%                      | 15,6%               | 17,3%                      |
| 16       | 23 febbraio 2010     | 16,3%               | 18,3%                      | 17,9%               | 20,5%                      |
| 17       | 1 marzo 2010         | 19,7%               | 21,6%                      | 20,5%               | 22,5%                      |
| 18       | 2 marzo 2010         | 19,0%               | 20,5%                      | 20,1%               | 22,3%                      |
| 19       | 8 marzo 2010         | 19,9%               | 22,3%                      | 19,5%               | 21,8%                      |
| 20       | 9 marzo 2010         | 21,5%               | 24,2%                      | 21,2%               | 24,0%                      |
| Media    | Media                | 15,2%               | 17,0%                      | 16,3%               | 18,6%                      |

## Colonna sonora
1. Listen... To You - Kyuhyun (Super Junior)
2. Go - M To M
3. Lucky Day - Every Single Day
4. You're Cute - Kim Jung-ah (After School)
5. Little Lies - Kim Dong-hee
6. Pasta Intro - Jung Jae-woo
7. I Want To Dream With You Forever - Girls' Generation
8. Do You Love Me - Love Age

## Riconoscimenti
| Anno | Premio           | Categoria                      | Ricevente                   | Risultato       |
| ---- | ---------------- | ------------------------------ | --------------------------- | --------------- |
| 2010 | CETV Awards      | Top 10 star asiatiche          | Gong Hyo-jin                | Vincitore/trice |
| 2010 | CETV Awards      | Top 10 star asiatiche          | Lee Sun-kyun                | Vincitore/trice |
| 2010 | MBC Drama Awards | Miglior coppia                 | Lee Sun-kyun e Gong Hyo-jin | Vincitore/trice |
| 2010 | MBC Drama Awards | Miglior attore emergente       | Alex Chu                    | Candidato/a     |
| 2010 | MBC Drama Awards | Top Excellence Award - Attore  | Lee Sun-kyun                | Candidato/a     |
| 2010 | MBC Drama Awards | Top Excellence Award - Attrice | Gong Hyo-jin                | Vincitore/trice |

## Distribuzioni internazionali
| Paese      | Canale/i          | Prima TV                           | Titolo adottato |
| ---------- | ----------------- | ---------------------------------- | --------------- |
| India      | Puthuyugam TV     |                                    | பாஸ்தா (Pasta)     |
| Iran       | IRIB Namayesh     | 26 dicembre 2015 – 14 gennaio 2016 | پاستا (Pasta)   |
| Thailandia | True Asian Series | Settembre 2011                     | อร่อยรัก รสพาสต้า  |